# 地粟袁
地粟袁（?—?），郁久闾氏，跋提的儿子，是4世纪柔然部落的第五任首领，承襲父亲跋提擔任柔然首领。
他从属于鲜卑拓跋部，每年上贡牲畜兽皮，在大漠南北游牧。地粟袁死后，长子匹候跋继位，居于东边。而他的次子缊纥提统率西边。

## 子
- 匹候跋
- 缊纥提，社崘、斛律之父
- 僕浑，大檀之父